# Cuquenán
 Ovo je glavno značenje pojma Cuquenán. Za vodopad na ovoj rijeci pogledajte Cuquenan (vodopad).
Cuquenán je rijeka u Venezueli, pritoka rijeke Caroni. Pripada porječju rijeke Orinoco.